# Kritosaurus
Il kritosauro (Kritosaurus navajovius) era un dinosauro erbivoro vissuto nel Cretaceo superiore (Campaniano, 75-66 milioni di anni fa) in Nuovo Messico (USA).

## Classificazione

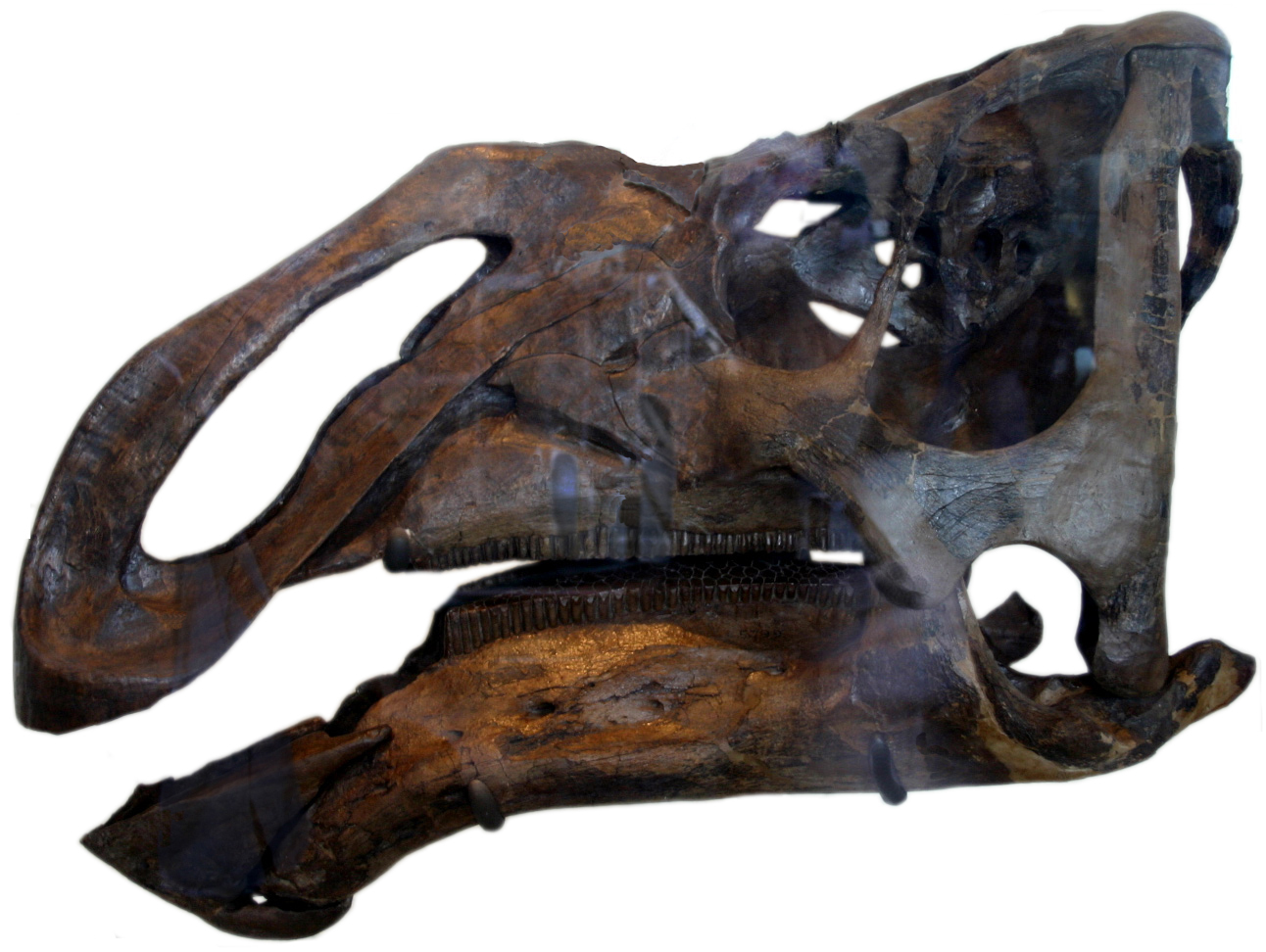
Cranio di Kritosaurus navajovius

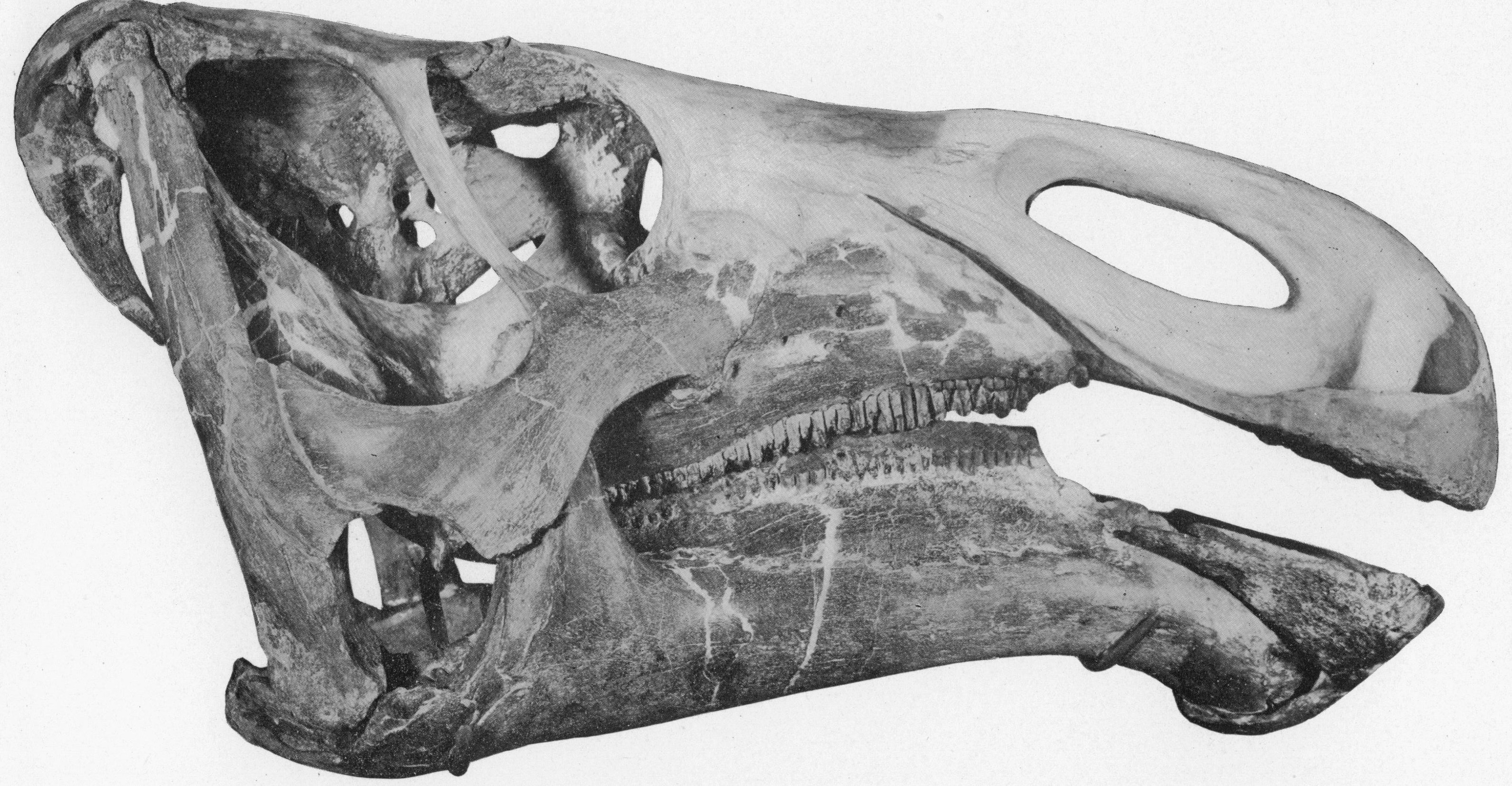
Il cranio di Kritosauro nella ricostruzione di Brown del 1910

Questo animale è un tipico adrosauro, o dinosauro a becco d'anatra: probabilmente possedeva un largo becco privo di denti, batterie di denti molariformi, un corpo piuttosto grosso e zampe possenti munite di zoccoli. Kritosaurus è molto famoso nella letteratura divulgativa, ed è spesso ricostruito con una sorta di "gobba" sul naso. In realtà la ricostruzione è basata su Gryposaurus, un dinosauro meno noto ma molto meglio conosciuto. Kritosaurus, descritto da Barnum Brown nel 1910, è basato su un cranio incompleto, la cui regione nasale, per di più, manca completamente. Originariamente, in effetti, questo animale era stato ricostruito con un muso piatto. Sembra che questo animale sia in realtà strettamente imparentato con Saurolophus.
Ritrovamenti successivi di crani attribuiti a Kritosaurus sono poi stati descritti da Hunt e Lucas nel 1993 come generi a sé stanti, Naashoibitosaurus e Anasazisaurus. Un nuovo esame dei resti, però, ha dimostrato che probabilmente questi crani appartengono a Kritosaurus. Entrambi questi crani mostrano creste originatesi dalle ossa nasali. Anasazisaurus, dal momento che proviene da strati più antichi dei restanti ritrovamenti, potrebbe essere una specie a parte, mentre Naashoibitosaurus, che si pensava provenire da uno strato geologico molto più recente, appartiene in realtà al medesimo orizzonte di Kritosaurus (Campaniano superiore). Ulteriore materiale proveniente dal Campaniano medio del Texas, comprendente un cranio e parte di una zampa anteriore, potrebbe appartenere anch'esso a una nuova specie.
Nel 1984, José Bonaparte e altri studiosi descrissero una specie di adrosauro proveniente da terreni del Campaniano - Maastrichtiano dell'Argentina, e la attribuirono al genere Kritosaurus. Questo animale, noto come K. australis, è noto per i resti di almeno cinque individui (incluse parti di crani), che sembrerebbero avere affinità con Gryposaurus. Più recentemente (2010) questi resti sono stati ascritti alla specie Secernosaurus koerneri, un altro dinosauro proveniente dal Sudamerica e basato su resti fossili più incompleti.